# 5
- Wikisource

| Calendário gregoriano                                                        | 5 V             |
| Ab urbe condita                                                              | 758             |
| Calendário arménio                                                           | -547 – -546     |
| Calendário bahá'í                                                            | -1839 – -1838   |
| Calendário budista                                                           | 549             |
| Calendário chinês                                                            | 2701 – 2702     |
| Calendário copta                                                             | -279 – -278     |
| Calendário etíope                                                            | -3 – -2         |
| Calendários hindus - Vikram Samvat - Calendário nacional indiano - Cáli Iuga | 60 – 61 N/A     |
| Calendário Holoceno                                                          | 10005           |
| Calendário islâmico                                                          | 636 BH – 635 BH |
| Calendário judaico                                                           | 3765 – 3766     |
| Calendário persa                                                             | 617 BP – 616 BP |
| Calendário rúnico                                                            | 255             |
| Calendário solar tailandês                                                   | 548             |

5 (V, na numeração romana) foi um ano comum do século I que começou numa quinta-feira, segundo o calendário juliano.  Segundo o horóscopo chinês, foi o ano do Boi.
| Ano completo                   |
| ------------------------------ |
| Ano comum com início ao sábado |

## Eventos
- Roma reconhece Cunobelino, rei do catuvelaunos, como rei da Britânia;
- Tibério conquista a Germânia Inferior;
- Cneu Cornélio Cina Magno e Lúcio Valério Messala Voleso tornam-se cônsules romanos.

## Nascimentos
- Júlia, filha de Druso, o Jovem, e Lívila;
- Imperador chinês Guangwu de Han.

## Mortes
- Caio Asínio Pólio, orador de Roma, poeta e historiador.